# Linton, West Yorkshire
Linton är en by i civil parish Collingham, i distriktet Leeds, i grevskapet West Yorkshire, i England. Byn är belägen 2 km från Wetherby. Linton var en civil parish 1866–1937 när blev den en del av Collingham och Wetherby. Civil parish hade 393 invånare år 1931. Byn nämndes i Domedagsboken (Domesday Book) år 1086, och kallades då Lintone.